# Lemonias egaensis
Lemonias egaensis is een vlindersoort uit de familie van de prachtvlinders (Riodinidae), onderfamilie Riodininae.
Lemonias egaensis werd in 1867 beschreven door Butler.